# Уфа-Шигірі
Уфа́-Шигірі́ (рос. Уфа-Шигири) — присілок у складі Нижньосергинського району Свердловської області. Входить до складу Михайловського міського поселення.
Населення — 522 особи (2010, 493 у 2002).
Національний склад станом на 2002 рік: татари — 87 %.